# 崎岭乡
崎岭乡，是中华人民共和国福建省漳州市平和县下辖的一个乡镇级行政单位。
橋上書屋，位於漳州市平和縣崎嶺鄉下石村，曾获得世界新锐建筑奖、2010年阿迦汗建筑奖，2012年6月，被英國《衞報》（The Guardian）評為世界八大環保建築之一，為榜上有名的唯一中國建築。
崎岭乡原名呈奇嶺，目前多數村落為閩南語區，最靠近九峰鎮的崎南及鄰接秀峰鄉的浮墩周氏講客語。
周氏來自上杭，崎嶺通往九峰的 207 省道沿線的詩坑、浮坪周氏說閩南語，浮坪周氏跟崎南、浮墩周氏的崎嶺開基祖相同，祭拜位於詩坑的同一座祠堂，以及位於南湖開基祖地的天湖堂保生大帝廟。
來自廣東大埔湖寮的崎嶺羅氏目前操閩南語，分遷廣東大埔楓朗、大東鎮。
崎岭乡鄉治南邊的合溪陳氏，來自寧化石壁。
崎嶺莊氏 1422 年自南靖縣奎洋遷來。
崎岭乡谢氏，谢之先,河南光州固始显道公之世系,煦之公及其家后居矢志不仕胡元，逃避南隐於福建建阳唐石山,大有公遂迁於福建泉州开元寺东西塔边居住。后裔移福建漳浦二十八都衡山郎横口南马场[洗马池]岩前考寨，繁衍横口地窄各分居沃壤,或移广东揭阳之桃山,或移北溪[角尾美山]或移磁窑东林坪等。豁齐公即(启源公)最早居季里或称九郎公乃卜居仁里漳州二都马坪庄尾之地居,焉距城南四十里而遥。
崎嶺林氏
頂厝寨林氏祖溯興化府莆田。
一、林庆元支脉
明洪武三年（1370年），林庆元从福建漳州南靖桥仔头迁于平和县崎岭乡诗坑村，生有三子：长子大荣、次子大华、三子大俊。后传裔至新南村、下石村、顶寨村、溪头村、玉和村、时坡村，霞寨镇高山村，芦溪镇九曲村，秀峰乡福塘村、三联村，长乐乡葵山村、乐北村等。
二、林均海、林均遂兄弟支脉
明洪武元年（1368年）林迈后裔林均海、林均遂兄弟从福建泉州同安县埭溪乡迁入漳州平和縣山格镇高际村，为开基祖。后裔分衍崎岭乡合溪村等。

## 行政区划
崎岭乡下辖以下地区：
合溪村、桂竹村、新南村、南湖村、浮坪村、彭溪村、际头村、诗坑村、时陂村、下石村、顶寨村、崎南村和溪头村。

## 特产
- 白芽奇兰茶：中国地理标志产品。原产于彭溪村。